# Oregon
För andra betydelser, se Oregon (olika betydelser).

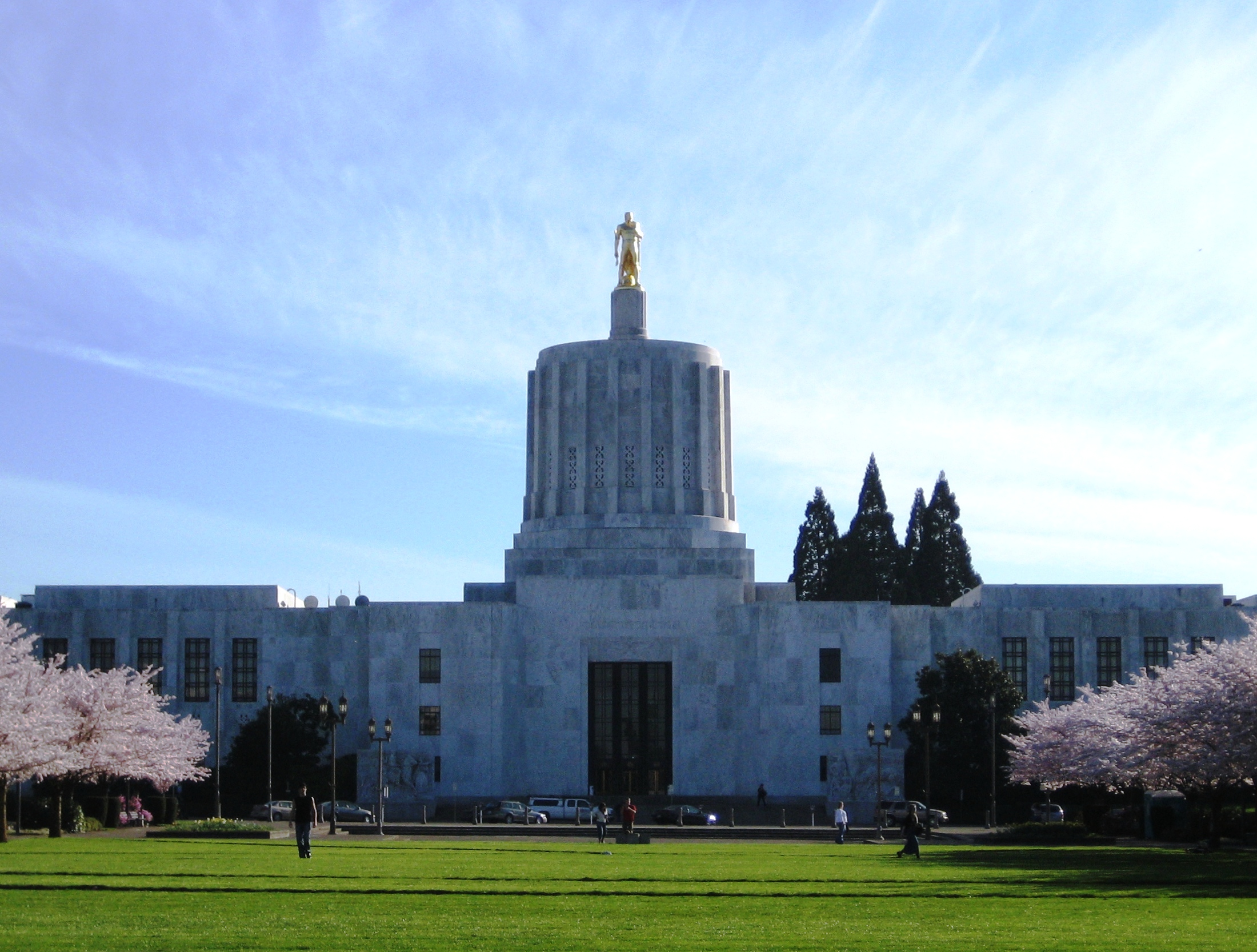
Oregon State Capitol i Salem är säte för Oregons lagstiftande församling.

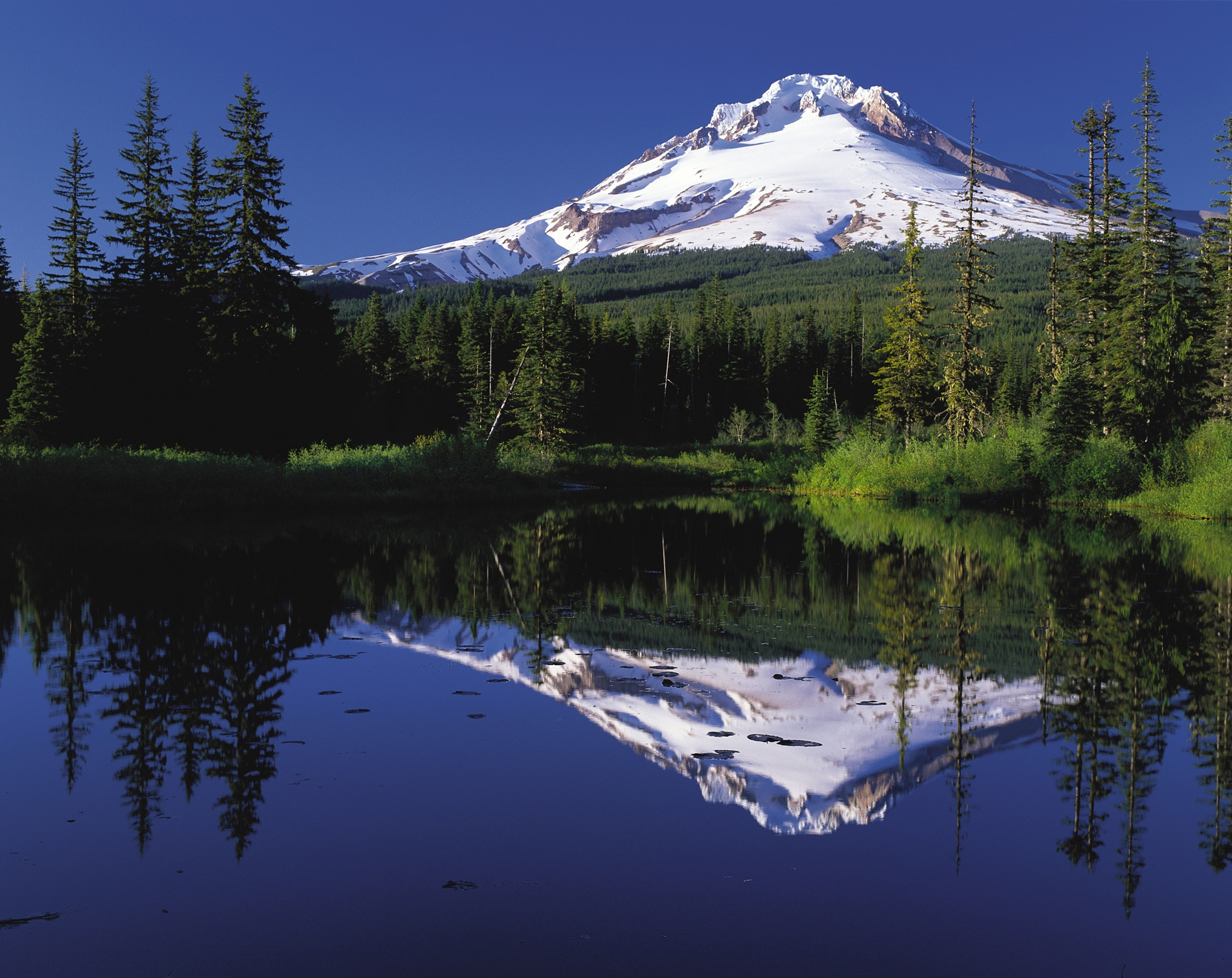
Mount Hood med Trillium Lake i förgrunden.

Oregon är en delstat i nordvästra USA. Huvudstaden heter Salem; den folkrikaste staden är Portland. Oregon blev den 14 februari 1859 USA:s 33:e delstat. Invånarantalet i Oregon uppmättes till 3 421 399 år 2000, en ökning med 20,4 procent jämfört med 1990, och beräknades 2006 ha ökat till 3 700 758.

## Historia
Innan européernas ankomst var området Oregon befolkat av flera indianstammar. De mest namnkunniga är Bannock, Modoc, Chinook, Klamath och Nez Perce. James Cook utforskade kusten 1778 på jakt efter Nordvästpassagen. Lewis och Clarks expedition reste genom regionen under sin utforskning av Louisianaköpet.
John Jacob Astor, finansiär från New York, grundade år 1811 Fort Astoria vid Columbiaflodens mynning för att utgöra en bas för hans pälshandelsföretag Pacific Fur Company och det var den första permanenta bosättningen för vita amerikaner i Oregon. Under 1812 års krig tog britterna kontrollen över pälshandeln och blev dominerande i nordvästra USA genom Hudson bay-kompaniet. Delstatens smeknamn är "Beaver State".
När pälsjägaren och entreprenören Ewing Young dog 1841 och inte hade några efterlevande som kunde ärva hans tillgångar och inget system fanns för att skifta ägarskapet av hans mark så samlades 1842 ett råd för att avgöra frågan. Detta var den första medborgarsamlingen innan Oregonlandet inträdde som delstat i USA.
Under 1842–1843 inleddes en stor inströmning av bosättare, mycket på grund av Oregonspåret genom Klippiga bergen och att amerikaner och britter kommit överens om att se Oregonlandet som gemensam mark. 1846 gjordes en överenskommelse i Oregonfördraget, som avgjorde USA:s rätt till området och 1848 formades Oregonterritoriet med nuvarande gräns mellan British Columbia och Washington som dess nordlig gräns.
Landöverlåtelseakten 1850, som gav alla ogifta vita män rätt till 160 tunnland och gifta par 320 tunnland mark, och den obligatoriska omflyttningen av ursprungsbefolkningen gjorde att många bosatte sig där. Den 14 februari 1859 trädde Oregon in i unionen som den 33:e delstaten.

## Geografi

### Bergstrakter
Kaskadbergen sträcker sig i delstatens centrum från nord till syd. I västra delen förekommer bergskedjan Oregon Coast Range och i sydvästra delen finns bergstrakterna Siskiyou och Klamath som delvis ligger i Kalifornien. Wallowabergen är en bergstrakt i delstatens nordöstra hörn. Direkt västerut hittas Blue Mountains som når delstaten Washington. I sydöstra hörnet finns förkastningen Steens Mountain.
Oregon har flera vulkaner som enligt definition är aktiva men de senaste utbrotten ligger flera århundraden tillbaka. Några vulkaner är Mount Hood, Mount Bachelor, Mount Jefferson och Crater Lake nationalpark. Vid Kaskadbergen ligger även en omvandlingsgräns av två tektoniska plattor som orsakar större jordbävningar med 200 till 1200 år avstånd från varandra.

### Natur
Kaskadbergen kännetecknas av barrskogar med douglasgran, jättehemlock och jättetuja. Vid flera ställen hittas dessutom kustgran, berghemlock och Pinus albicaulis. Några av dessa träd kan leva 1000 år. Öster om bergstrakten är skogar med gultall, och Quercus garryana vanliga. I skogarna vid Stilla havet hittas bredvid de nämnda träden sitkagran, contortatall, vaktelbär och buskar av rododendronsläktet. Flera ursprungliga växter vid kusten undanträngs av det införda sandröret.

## Större städer
- Portland – 533 427 invånare (2005)[4]
- Salem – 148 751
- Eugene – 144 515
- Gresham – 96 072
- Hillsboro – 88 300
- Beaverton – 85 775
- Medford – 76 850
- Bend – 75 290
- Springfield – 57 065
- Corvallis – 49 553
- Ashland – 21 443

## Sport

### Klubbar i professionella serier
- NBA – basket
  - Portland Trail Blazers
- MLS – fotboll
  - Portland Timbers
- Oregon State Beavers – amerikansk fotboll, fotboll(soccer/europeisk fotboll), handboll, baseball, basket
- Oregon Ducks – amerikansk fotboll, basket

## Kända personer födda i Oregon
- Carl Barks, serietecknare
- Chris Botti, trumpetare
- Ty Burrell, skådespelare (Modern Family)
- Matt Groening, serietecknare, manusförfattare – Simpsons
- Summer Luv, porrskådespelare
- Kaitlin Olson, skådespelare
- Linus Pauling, kemist, fredsaktivist, nobelpristagare
- River Phoenix, skådespelare
- Jane Powell, skådespelare, sångare
- Steve Prefontaine, lång- och medeldistanslöpare
- Tommy Thayer, gitarrist i det amerikanska hårdrocksbandet Kiss

## Övrigt
- I Portland finns världens minsta officiella park – Mill Ends Park med en yta av 0,3 kvadratmeter.
- Oregon har ingen omsättningsskatt.
- Delstaten Oregon hävdar att den har världens kortaste flod, nämligen utloppet från Djävulssjön till Stilla Havet. Den kallas för D River, finns i sin helhet inom staden Lincolns gränser och är ca 36 meter lång (längden varierar något beroende på tidvattnet).
- I Oregon görs många Pinot Noir-viner
- Oregon är en av fem amerikanska delstater med kustlinje mot Stilla havet.
- Oregon var en av de amerikanska delstater som legaliserade marijuana under Jimmy Carter-administrationen i slutet av 1970-talet. Idag är marijuana enbart legalt för medicinskt bruk.